# Betty Heimann
Betty Heimann (* 29. März 1888 in Wandsbek; † 19. Mai 1961 in Sirmione, Italien) war eine deutsche Indologin.

## Lebenslauf
Betty Heimann wuchs als viertes Kind eines jüdischen Bankiers in Wandsbek auf. Nach dem Abitur studierte sie in Kiel (u. a. bei Paul Deussen), Heidelberg, Göttingen und Bonn Klassische Philologie und Sanskrit.
1919 wurde sie mit einer Dissertation über einen Upanisad-Kommentar Madhvas bei Professor Sieg an der Christian-Albrechts-Universität zu Kiel zum Doktor der Philosophie promoviert. Vier Jahre später, 1923, habilitierte sie sich bei Eugen Hultzsch an der Universität Halle und war dort bis 1931 als Privatdozentin tätig.
Betty Heimanns Interesse galt weniger der indischen Philologie als der Philosophie, deren Eigenarten sie als das Ergebnis der besonderen geographisch-klimatischen Verhältnisse Indiens verstand. Folgerichtig erhielt sie im April 1926 einen speziellen Lehrauftrag für indische Philosophie an der Universität Halle. Für ihre Forschungsarbeit „Studium der Eigenart indischen Denkens“ erhielt sie 1930 vom Internationalen Akademikerinnenbund den Preis für die beste wissenschaftliche Arbeit einer Frau.
Als Lehrerin war Betty Heimann bei ihren Studenten außerordentlich beliebt, weil sie es verstand, das Wissen in ihren Vorlesungen und Seminaren sehr lebendig und anschaulich zu vermitteln.
Ab Sommer 1931 war Betty Heimann außerordentliche Professorin an der Universität Hamburg. Bereits vor 1933 war sie als Jüdin dort Anfeindungen ihrer Kollegen ausgesetzt. Als ihr die Professur im Herbst 1933 – als Folge antijüdischer Gesetze (hier Gesetz zur Wiederherstellung des Berufsbeamtentums) – entzogen wurde, befand sie sich gerade auf einer durch ein US-Stipendiat ermöglichten Forschungsreise durch Indien. Sie kehrte nicht nach Deutschland zurück, sondern emigrierte in das Vereinigte Königreich, wo sie sehr willkommen war und sofort an der University of London und später auch an der Universität Oxford Indische Philosophie zu unterrichten begann.
Von 1945 bis 1949 war sie Professorin an der Universität von Colombo auf Ceylon.
1957 wurde sie – rückwirkend ab 1935 – von der Universität Halle zur ordentlichen Professorin ernannt.
1961 starb Betty Heimann in Sirmione am Gardasee.
Auf dem Weinberg Campus der Martin-Luther-Universität Halle-Wittenberg ist heute eine Straße nach ihr benannt.

## Cousine
Ihre Cousine Betty Heimann (1885–1926) hatte 1916 bei Georg Simmel in Straßburg promoviert und lehrte an der Universität Utrecht.

## Werke (Auswahl)
- Madhvas (Anandatirthas). Kommentar zur Kathaka-Upanisad, 1919
- Tiefschlafspekulation der alten Upanishaden, 1922
- Studien zur Eigenart des indischen Denkens, 1930 f.
- Indian and Western Philosophy, 1937
- The Significance of Prefixes in Sanskrit Philosophical Terminology, 1951